# Underworld (2003)
Underworld is een Amerikaanse actie/horror-speelfilm uit 2003 onder regie van Len Wiseman. De hoofdrollen worden vertolkt door Kate Beckinsale, Scott Speedman, Michael Sheen en Shane Brolly.
De film kreeg gematigde reacties van critici, maar was commercieel een succes. Er zijn vier vervolgfilms verschenen. "Underworld: Evolution", "Underworld: Rise of the Lycans" , "Underworld: Awakening" en Underworld: Blood Wars.

## Verhaal
De film gaat over de geheime geschiedenis tussen vampieren en weerwolven (in de film Lycan genoemd). De twee zijn al eeuwen in oorlog met elkaar, maar de vampieren zijn van mening dat ze de strijd zo goed als hebben gewonnen sinds de Lycanleider, Lucian, zou zijn gedood. Het verhaal draait grotendeels om Selene, een vampier, een "Death Dealer". Ze is extreem goed in haar vak mede door haar haat tegen de Lycan`s; deze hebben haar familie gedood. Samen met Rigel specialiseert ze zich in het opjagen en doden van de Lycan.
De twee vampieren volgen een groep Lycans naar een metrostation, alwaar Rigel door hen wordt gedood. Ook een derde Death Dealer genaamd Nathaniel wordt door hen gedood. Het blijkt dat de Lycans een nieuw, geavanceerd type kogels hebben ontwikkeld om de vampieren mee te kunnen verslaan.
Selene probeert haar medevampieren over te halen een grootse tegenaanval op de Lycans te openen, maar de vampierregent Kraven spreekt dit tegen. Selene zet daarom alleen haar onderzoek voort. In de schuilplaats van de Lycan test een wetenschapper genaamd Singe een paar bloedmonsters van gevangengenomen afstammelingen van de machtige Corvinusfamilie, in de hoop een pure bron van hun bloedlijn te vinden. Selene wordt tijdens haar onderzoek verliefd op een mens genaamd Michael, die al snel door een Lycan wordt gebeten en zo zelf een Lycan wordt. Tijdens de aanval blijkt Lucian nog te leven.
Selene ontdekt dat Kraven de enige getuige was van Lucian zogenaamde dood, en vermoedt dat er een complot gesmeed wordt. Ze maakt een machtige oudere vampier, Viktor, wakker. Hij gelooft echter Kraven’s verhaal en weigert Selene te helpen. Selene heeft echter wel gelijk; Kraven wil de oude vampier Amelia doden met Lucian’s hulp. Tevens blijkt dat de Lycans de bloedlijnen van zowel vampieren als weerwolven willen combineren om een nieuw ras van hybriden te creëren. Dit was al eens bijna gebeurd toen Viktors dochter zwanger werd van een Lycan, maar hij doodde haar om te voorkomen dat de hybride ooit geboren zou worden.
Wat volgt is een conflict waarin Selene Michael verandert in een hybride door hem te bijten en zo haar vampierbloed te vermengen met zijn Lycanbloed. Viktor en Lucian worden gedood in de strijd. Selene en Michael moeten aan het eind van de film vluchten omdat ze nu vijanden zijn van zowel de vampieren als de Lycans. Ondertussen wordt een nieuwe oude vampier gewekt; Markus.

## Rolverdeling
| Acteur           | Personage         |
| ---------------- | ----------------- |
| Kate Beckinsale  | Selene            |
| Scott Speedman   | Michael Corvin    |
| Michael Sheen    | Lucian            |
| Bill Nighy       | Viktor            |
| Shane Brolly     | Kraven            |
| Erwin Leder      | Singe             |
| Sophia Myles     | Erika             |
| Robbie Gee       | Kahn              |
| Wentworth Miller | Dr. Adam Lockwood |
| Kevin Grevioux   | Raze              |
| Zita Görög       | Amelia            |
| Scott McElroy    | Soren             |
| Todd Schneider   | Trix              |
| Sándor Bolla     | Rigel             |
| Hank Amos        | Nathanial         |
| Jázmin Dammak    | Sonja             |

## Achtergrond

### Rechtszaak
Underworld werd al snel na uitgave onderwerp van een rechtszaak. White Wolf, Inc. en Nancy A. Collins spanden deze zaak aan tegen de producers omdat het verhaal van de film te veel zou lijken op de spellen Vampire: The Masquerade en Werewolf: The Apocalypse. White Wolf stelde een lijst samen van 17 punten waarop de film inbreuk zou maken op het copyright van de spellen, en 80 andere punten die sterk overeenkwamen. Tevens beweerde White Wolf dat het scenario van de film zou zijn gebaseerd op een verhaal getiteld The Love of Monsters (1994) , geschreven door Nancy A. Collins. In september 2003 eindigde de rechtszaak in een schikking.

### Filmmuziek
De muziek van de film is gecomponeerd door Danny Lohner en uitgebracht via Roadrunner Records. De film bevat de volgende nummers:
| Track # | Lied                                         | Artiest(en)                                                                     |
| ------- | -------------------------------------------- | ------------------------------------------------------------------------------- |
| 1.      | "Awakening"                                  | The Damning Well (met Wes Borland, Richard Patrick, Josh Freese & Danny Lohner) |
| 2.      | "Rev. 22:20"                                 | Puscifer (met Danny Lohner) gezongen door A Perfect Circle                      |
| 3.      | "Throwing Punches"                           | Page Hamilton                                                                   |
| 4.      | "Rocket Collecting"                          | Milla Jovovich & Danny Lohner                                                   |
| 5.      | "Now I Know"                                 | Renholdër                                                                       |
| 6.      | "Bring Me the Disco King (Danny Lohner Mix)" | David Bowie (met Maynard James Keenan & John Frusciante)                        |
| 7.      | "Optimissed"                                 | Skinny Puppy                                                                    |
| 8.      | "Down In the Lab"                            | Renholdër                                                                       |
| 9.      | "Judith (Renholdër Mix)"                     | A Perfect Circle                                                                |
| 10.     | "Suicide Note"                               | Johnette Napolitano                                                             |
| 11.     | "Baby's First Coffin"                        | The Dillinger Escape Plan                                                       |
| 12.     | "Hover (Quiet Mix)"                          | Trust Company                                                                   |
| 13.     | "Falling Through the Sky"                    | Renholdër                                                                       |
| 14.     | "Weak and Powerless" (Tilling My Grave Mix)  | A Perfect Circle                                                                |
| 15.     | "Worms of the Earth"                         | Finch                                                                           |
| 16.     | "From a Shell"                               | Lisa Germano                                                                    |
| 17.     | "Death Dealer's Descent"                     | Renholdër                                                                       |
| 18.     | "On the Lash"                                | The Icarus Line                                                                 |
| 19.     | "All of This Past"                           | Sam Bettens                                                                     |

### Reacties
Underworld werd met gemengde tot negatieve reacties ontvangen door critici. De film werd vooral bekritiseerd vanwege het gebrek aan karakterontwikkeling. Op Rotten Tomatoes gaf 82% van de recensenten de film een goede beoordeling, maar van de topcritici slechts 30%. Critici die wel positief waren prezen de gotische stijl van de film.

### Sequels en prequels
In januari 2006 volgde de sequel Underworld: Evolution.
Een prequel getiteld Underworld: Rise of the Lycans kwam uit in januari 2009. Een tweede prequel staat op de planning.
- 2006: Underworld: Evolution
- 2009: Underworld: Rise of the Lycans
- 2012: Underworld: Awakening
- 2016: Underworld: Blood Wars

## Prijzen en nominaties
In 2004 won Underworld de “Cinescape Genre Face of the Future Award” van de Academy of Science Fiction, Fantasy & Horror Films.
De film werd voor nog eens 8 andere prijzen genomineerd:
- 3 Saturn Awards
- 2 Golden Reel Awards
- 1 PFCS Award
- 2 Teen Choice Awards